# Craspedosis delicata
Craspedosis delicata là một loài bướm đêm trong họ Geometridae.